# Haraldsted Sogn
Haraldsted Sogn var et sogn i Ringsted-Sorø Provsti (Roskilde Stift). Sognet blev 29. november 2020 lagt sammen med Allindemagle Sogn under navnet Haraldsted-Allindemagle Sogn.
I 1800-tallet var Allindemagle Sogn anneks til Haraldsted Sogn, som det havde været siden 1574. Begge sogne hørte til Ringsted Herred i Sorø Amt. Haraldsted-Allindemagle sognekommune blev ved kommunalreformen i 1970 indlemmet i Ringsted Kommune.
I Haraldsted Sogn lå Haraldsted Kirke.
I sognet findes følgende autoriserede stednavne:
- Allindelille (bebyggelse, ejerlav)
- Allindelille Old (bebyggelse)
- Bendtskov Huse (bebyggelse)
- Brentebjerg (bebyggelse)
- Drisdal (bebyggelse)
- Egebrogård (bebyggelse)
- Gørlev Mose (bebyggelse)
- Gørlev Sø (vandareal)
- Haraldsted (bebyggelse, ejerlav)
- Haraldsted Præstemark (bebyggelse)
- Haraldsted Skovhuse (bebyggelse)
- Haraldsted Sø (vandareal)
- Kastrupgård  (bebyggelse, ejerlav)
- Klavsminde (bebyggelse)
- Kongeledshuse (bebyggelse)
- Marbjerg Mølle (bebyggelse)
- Nørregård (bebyggelse)
- Skee (bebyggelse, ejerlav)
- Skee Mølle
- Skee Old (bebyggelse)
- Skee-Tåstrup (bebyggelse, ejerlav)
- Valsømagle (bebyggelse, ejerlav)
- Valsømagle Huse (bebyggelse)
- Vibækshuse (bebyggelse)
- Vorledshuse (bebyggelse)
- Vrangeskov (areal, bebyggelse)
- Ådal (bebyggelse)